# Fiume Saline
Saline är en flod som rinner genom den italienska regionen Abruzzo. Saline uppstår när floderna Fino och Tavo rinner samman i Conguinti, där kommunerna Città Sant'Angelo och Cappelle sul Tavo möts. Floden är kort - endast 10 kilometer - och rinner genom en dalgång med tung industri. Floden har fått sitt namn under antiken efter saltförekomster vid flodens deltamynning. 